# Лопес, Карлос Хавьер
Карлос Хавьер Лопес (исп. Carlos Javier López; родился 19 марта 1980 года, Росарио, Аргентина) — аргентинский футболист, защитник.

## Клубная карьера
Лопес начал карьеру в чилийском клубе «Депортес Консепсьон». В 2001 году он перешёл в мексиканскую «Пачуку», в составе которой дебютировал в мексиканской Примере. По окончании сезона Карлос вернулся в Аргентину, став игроком «Сентраль Кордовы» из Росарио. В 2003 году он на правах аренды выступал за «Венадос». После того, как Лопес покинул «Сентраль Кордова», он играл за «Альдосиви», лихтенштейнский «Вадуц», итальянский «Паганезе», а также боливийский «Блуминг», в составе которого стал чемпионом Боливии. В 2009 году Карлос переехал в Венесуэлу и на протяжении двух лет играл за «Эстудиантес де Мерида» и «Петаре». Летом 2010 году Лопес ненадолго вернулся в Аргентину, став игроком «Тиро Федераль». 10 августа в матче против «Чакарита Хуниорс» он дебютировал за новую команду.
Летом 2011 года Лопес перешёл в «Депортиво Ансоатеги». 12 августа в матче против «Яракуянос» он дебютировал за новый клуб. В поединке против «Депортиво Лара» Кралос забил свой первый гол за «Депортиво Ансоатеги». В своём дебютном сезоне он помог клубу выиграть Кубок Венесуэлы.
Летом 2013 года Лопес полгода выступал за «Сан-Мартин Тукуман». В начале 2014 года Карлос вновь вернулся в Венесуэлу, подписав соглашение с «Саморой». 12 января в матче против «Яракуянос» он дебютировал за новую команду. 3 апреля в поединке против «Льянерос» из Гуанаре Лопес забил свой первый гол за «Самору». В своём дебютном сезоне он стал чемпионом Венесуэлы. В начале 2015 года Лопес присоединился к «Депортиво Тачира». 11 января в матче против «Атлетико Венесуэлы» он дебютировал за новый клуб. В поединках Кубка Либертадорес против парагвайских «Гуарани» и «Серро Портеньо» Карлос забил свои первый голы за «Депортиво Тачира». В своём дебютном сезоне он выиграл чемпионат.
Летом 2015 года Лопес перешёл в индийский «Норт-Ист Юнайтед». 23 октября в матче против «Атлетико Калькутта» он дебютировал в индийской Суперлиге. В начале 2016 года Карлос вернулся в «Депортиво Ансоатеги». Через год Лопес присоединился к «Минерос Гуаяна». 4 февраля в матче против «Депортиво Лара» он дебютировал за новую команду. 25 февраля в поединке против «Монагас» Карлос забил свой первый гол за «Минерос Гуаяна». Летом 2017 года он расторг контракт с клубом и стал свободным агентом.

## Достижения
Командные
 «Блуминг»
- Чемпионат Боливии по футболу — Клаусура 2009

 «Депортиво Ансоатеги»
- Обладатель Кубка Венесуэлы — 2012

 «Самора»
- Чемпионат Венесуэлы по футболу — 2013/2014

 «Депортиво Тачира»
- Чемпионат Венесуэлы по футболу — 2014/2015